# Ę̌
Ę̌ (minuscule : ę̌), appelé E caron ogonek, est une lettre latine utilisée dans l’écriture du danezaa, du han et du tagish.
Il s’agit de la lettre E diacritée d’un caron et d’un ogonek.

## Représentations informatiques
Le E caron ogonek peut être représenté avec les caractères Unicode suivants : 
- composé et normalisé NFC (latin étendu A, diacritiques) :

| formes    | représentations | chaînes de caractères | points de code | descriptions                                       |
| --------- | --------------- | --------------------- | -------------- | -------------------------------------------------- |
| capitale  | Ę̌               | Ę◌̌                    | U+0118 U+030C  | lettre majuscule latine e ogonek diacritique caron |
| minuscule | ę̌               | ę◌̌                    | U+0119 U+030C  | lettre minuscule latine e ogonek diacritique caron |

- décomposé et normalisé NFD (latin de base, diacritiques) :

| formes    | représentations | chaînes de caractères | points de code       | descriptions                                                   |
| --------- | --------------- | --------------------- | -------------------- | -------------------------------------------------------------- |
| capitale  | Ę̌               | E◌̨◌̌                   | U+0045 U+0328 U+030C | lettre majuscule latine e diacritique ogonek diacritique caron |
| minuscule | ę̌               | e◌̨◌̌                   | U+0065 U+0328 U+030C | lettre minuscule latine e diacritique ogonek diacritique caron |